# CZ 805布倫突擊步槍
CZ 805布倫（CZ 805 BREN）是由捷克共和國布羅德兵工廠於2006年研製的突擊步槍，目的是要取代捷克軍隊中服役多年的vz.58突擊步槍，並也參加了斯洛伐克軍隊的新型制式步槍競選。2016年11月，捷克陸軍接收了第一批“CZ布倫2型”。

## 歷史

### 拉達
有別於其他華沙條約國家，捷克斯洛伐克當時是唯一並非裝備AK步槍的成員國，反而裝備了外型上類似AK，但內部結構卻完全不同的vz. 58突擊步槍。在當年vz. 58的確是一種有效的武器，然而在多年後它已顯得過時，而且難以改裝。
1977年，位於布爾諾市的通用機器製造廠R&D中心開展了一個新的武器計劃，就是要研製出一種新型突擊步槍，該武器被命名為“拉達S型”（LADA S）。在1984年他們提交的一種設計已被允許，那是一種發射5.45×39mm小口徑步槍彈，並能夠擔任三種角色的模組化武器系統，該三種角色包括：一枝槍管長185 mm（7.3英寸）的緊湊型卡賓槍；一枝槍管長382 mm（15.0英寸）的標準型步槍；以及一種槍管長577 mm（22.7英寸）的輕型支援武器（輕機槍）。它們雖然都是按照AK-74槍族的標準而開發，但捷克人在上面添加了自己的設計，因此在機匣蓋、機械瞄具和快慢機方面都跟原槍不同。這些武器於1985年後期少批量生產，並於1986年進行測試，在1989年11月被允許大規模生產。然而在不久的未來冷戰就結束了，捷克斯洛伐克共產黨也隨即在天鵝絨革命後倒台。捷克當局原本打算生產300,000件拉達武器系統，然而在生產開始前陸軍卻有著資金不足的問題。捷克斯洛伐克並於1993年1月1日被分裂成兩個國家，分別為捷克共和國和斯洛伐克共和國。一支規模比以往小的軍隊更不可能會大量採購拉達。因此，該武器的設計後來被私營化的布羅德兵工廠所接管，並被擱置了數年。
於1990年代後期，隨著捷克即將加入北約，拉達計劃被當局重啟，並把口徑更改為5.56×45mm NATO，然而卻留下一個能對應AK-74式彈匣的彈匣插槽。這是由於若要轉換至對應STANAG彈匣的話整個機匣就必須重新設計，而且成本昂貴。儘管捷克陸軍正尋求一款新的步槍，生產商目前仍沒有接獲任何該槍的訂單。拉達後來並以“CZ 2000”的名義作出口之用 。

### 805計劃

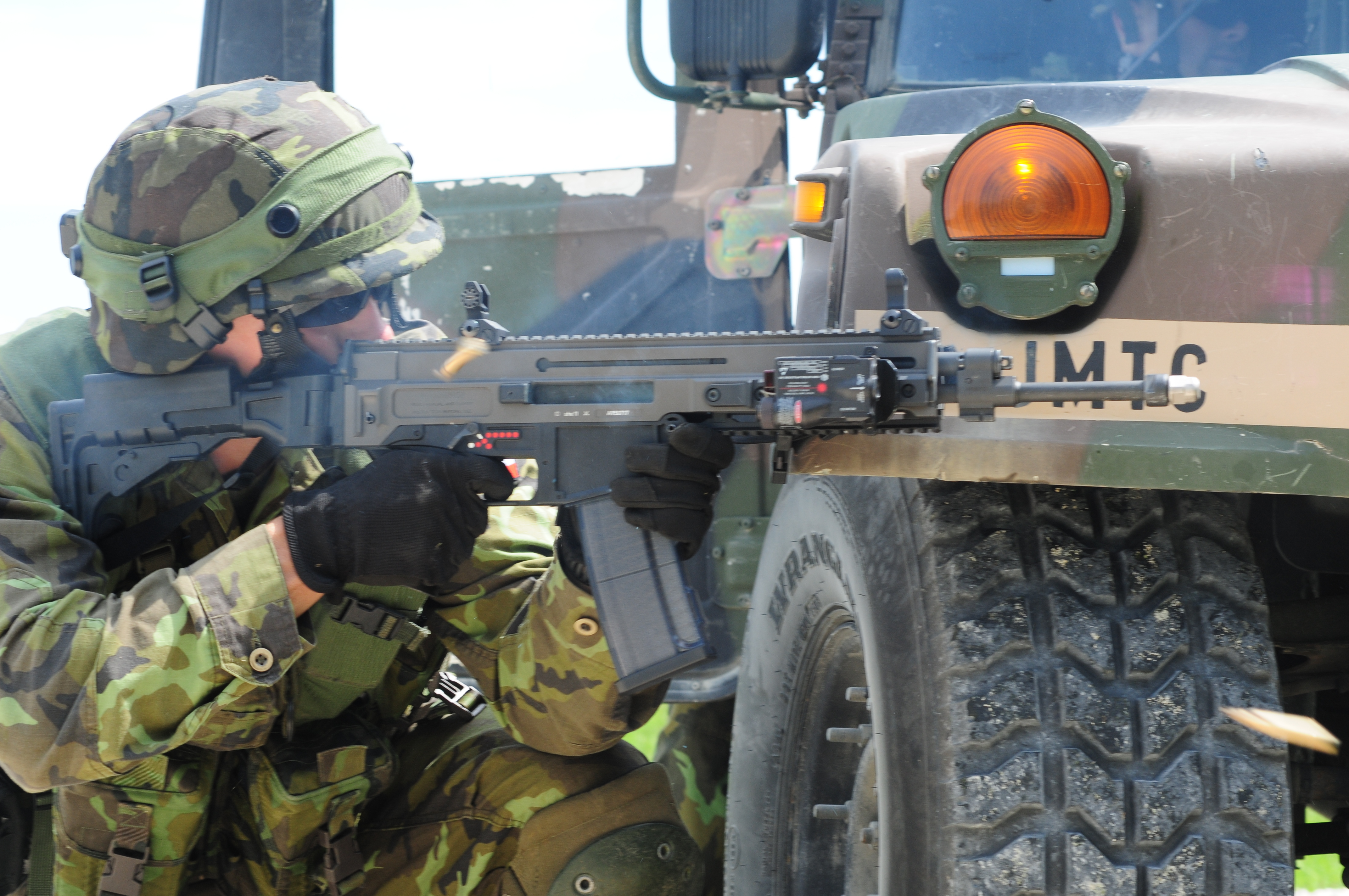
使用CZ 805 BREN A1突擊步槍的捷克士兵

為了回應捷克陸軍需要新型步槍的要求，拉達被重新定義為“805計劃”。雖然陸軍當時仍然不打算為整支部隊都引進新槍，一些特種部隊單位卻裝備了大毒蛇M4A3卡賓槍。由於目睹陸軍會有限地引進新槍而非大規模引進，布羅德兵工廠於2005年開展了一個全新的計劃，該“805計劃”成為了後來的“CZ S805”。
兩種型號的樣槍隨即誕生：“A型”主要發射各種中間型威力槍彈，分別有：5.56×45mm NATO、7.62×39mm及6.8×43mm雷明登SPC三種口徑；“B型”則發射各種大威力步槍子彈如：7.62×51mm NATO。
每種型號都有著三種不同長度的槍管以令武器能夠擔任多個角色，包括：標準型步槍、短管卡賓槍和特等射手步槍／輕型支援武器。於2006年11月，布羅德兵工廠向捷克陸軍參謀長展示了一枝CZ S805 ，然而當時仍未接獲任何訂單。隨後布羅德兵工廠便集中把該武器向公眾展示，並花了三年時間在多個展覽上展出。終於在2009年，捷克陸軍展開了一場新型步槍招標，為布羅德兵工廠帶來了商機。
為了參與招標，布羅德兵工廠減少了槍枝的模組化設計，並提交了一枝5.56毫米口徑步槍（A1）和一枝5.56毫米口徑卡賓槍（A2），以及一些類似配套的7.62毫米蘇聯口徑槍械。不過最後減少至只剩下5.56毫米武器系統。參與招標的一共有27款武器，最後淘汰至只剩下CZ 805和FN SCAR。CZ 805取得了勝利，當中最大原因是其國產槍械的身份，結果於2010年公佈，FN Herstal沒有提出異議，隨後CZ 805於2010年3月18日被捷克陸軍正式採購，當中包括6,687枝CZ 805A1步槍、1,250枝CZ 805A2卡賓槍以及397具CZ 805 G1附加型榴彈發射器。每枝槍都裝有Meopta ZD-Dot紅點鏡和機械瞄具。而特種部隊使用型則配備Meopta DV-Mag3日用3倍瞄準鏡、NV-3Mag夜用3倍瞄準鏡和DBAL-A2（AN/PEQ-15A）激光瞄準器。
2010年5月，陸軍要求CZ 805在裝備部隊前必須進行改良，這些變動包括：把原本的可伸縮和可摺疊式槍托改為純粹摺疊式，新增了一個插銷式彈匣插槽、一個能更換護片的手槍握把，以及把原來的7個鎖耳式槍栓改為6個鎖耳式槍栓。最初的CZ 805於2011年7月19日交付部隊，當中包括505枝槍和20具榴彈發射器。首份訂單已於2013年完成。

### 806計劃
2015年，布羅德兵工廠公開了CZ 805的一款輕量化改進型，是為“806布倫2型”（806 Bren 2），該型號顯著的改善了人體工學和性能。它結合了在戰場上的士兵所提出的建議而作出了改良，包括：減低0.5公斤重量、新增了一套重新設計的上膛機制、一套更簡單的保養程序、以及一個新型可伸縮及可摺疊槍托。2016年1月，捷克陸軍宣佈他們已跟布羅德兵工廠簽下合約，由後者供應2,600枝CZ 806布倫2型步槍和800套CZ 805 G1附加型榴彈發射器。捷克陸軍最早已於2015年10月尾決定了是次採購，以作為應對潛在安全威脅以及歐洲難民危機的緊急應變措施。

## 設計

### CZ 805布倫A1和CZ 805布倫A2

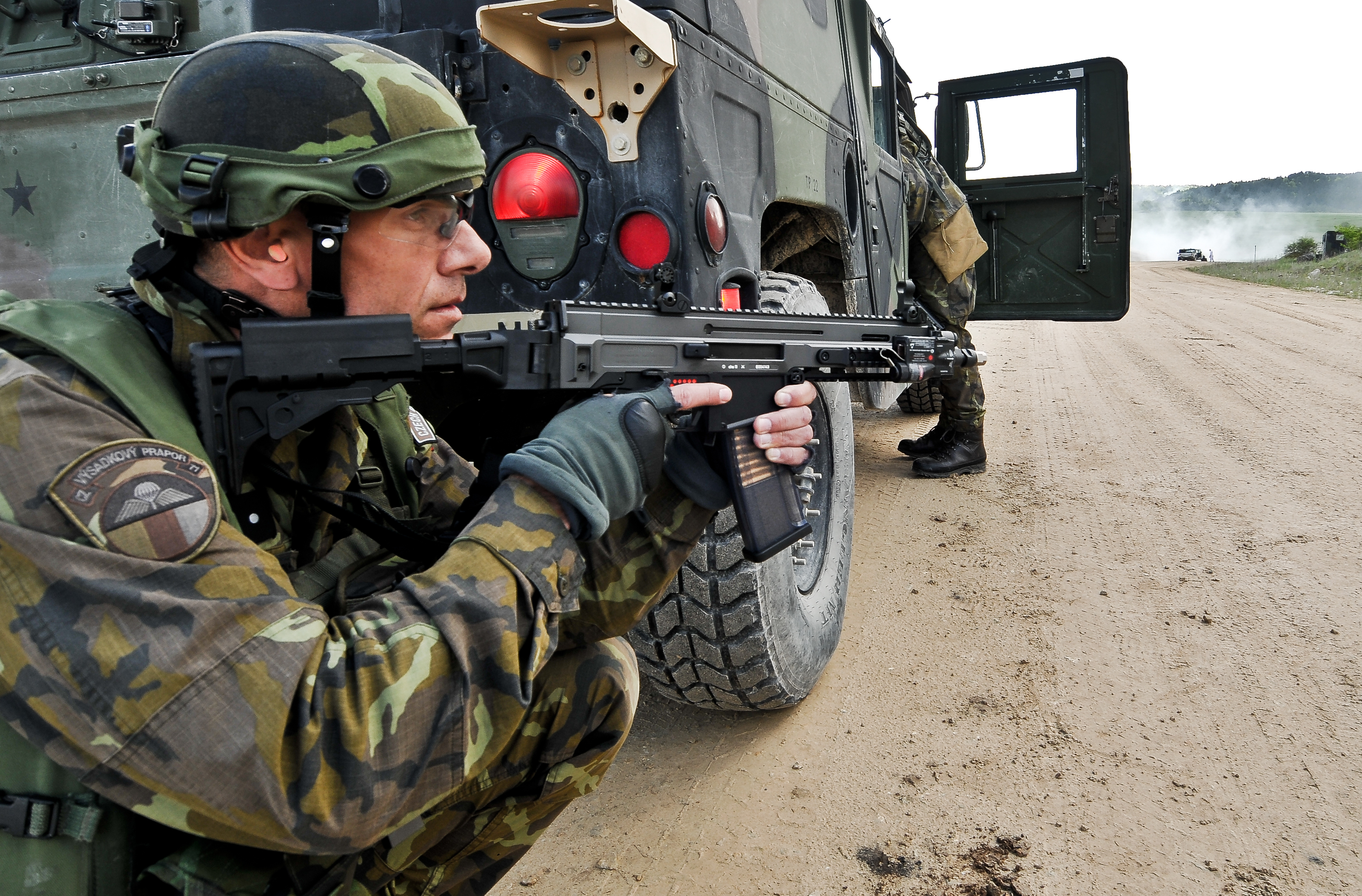
手持CZ 805布倫A2卡賓槍的捷克空降兵

CZ 805是一種使用導氣式和轉拴式槍栓機制運作的武器，它還具有一個手動氣體調節器。
該槍配備一對可摺疊式機械瞄具，並在機匣頂部附有整合式皮卡汀尼導軌以方便用戶裝上各種照準器。它還配備一具摺疊式槍托，並能夠調節長度，必要時也能夠從槍枝上拆除。額外配件還包括一具特別研製的40毫米下掛式榴彈發射器以及一把刺刀。

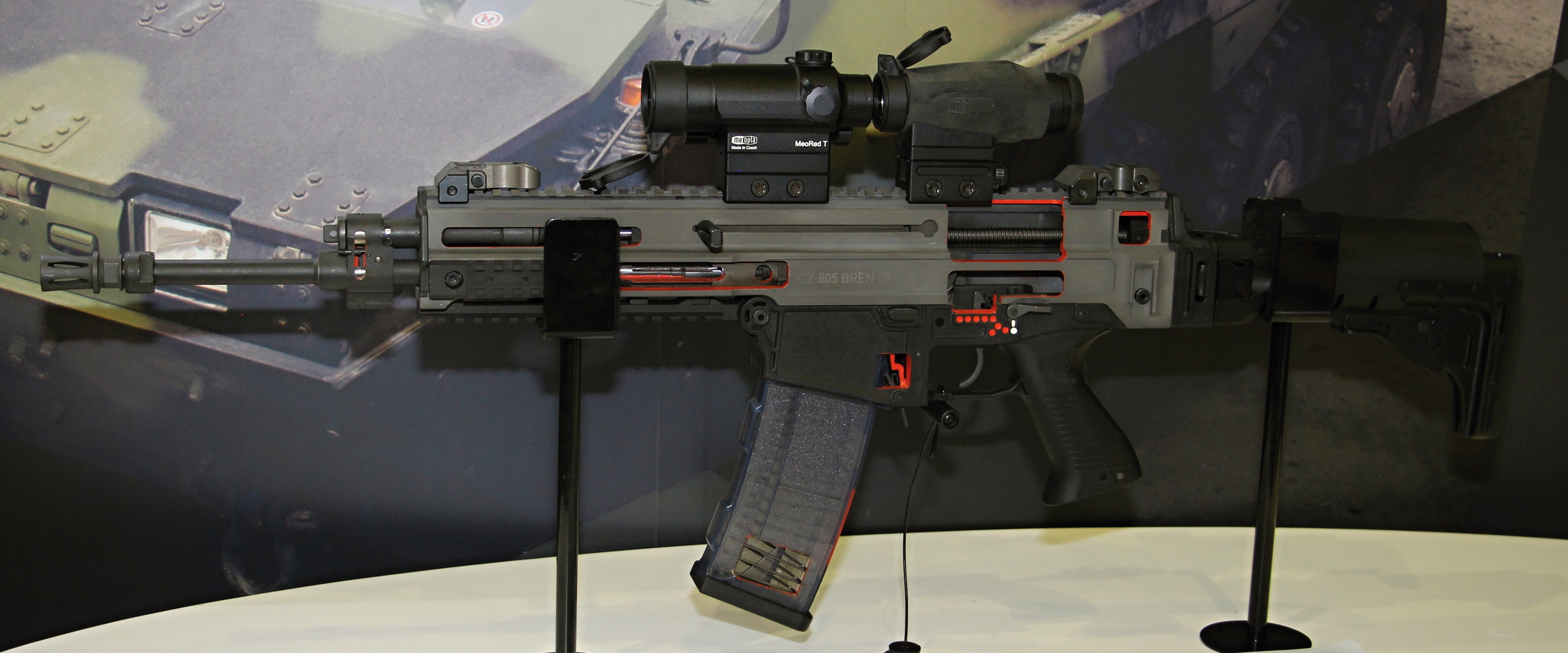
CZ 805布倫A1的剖面圖，此槍裝有Meopta MeoRedT和MeoMag 3瞄準鏡

快慢機能夠以雙手操作，並有著保險、半自動、兩發點放和全自動模式。
拉機柄能夠按用戶喜好安裝在槍枝的左邊或右邊。該槍目前有兩種不同長度的槍管，分別為360毫米（14.2英寸）的突擊步槍專用槍管和277毫米（10.9英寸）的卡賓槍專用槍管。這些槍管都內部鍍銘，因此同時確保了高準度和高耐久度。
該槍的彈匣插槽為一個獨立的可拆卸部件，能夠容易的轉換至對應STANAG彈匣或HK G36突擊步槍的專用彈匣。它還能對應100發Beta C-Mag彈鼓。原廠提供的為一個5.56口徑的30發容量半透明複合材料製彈匣。

### CZ布倫2型

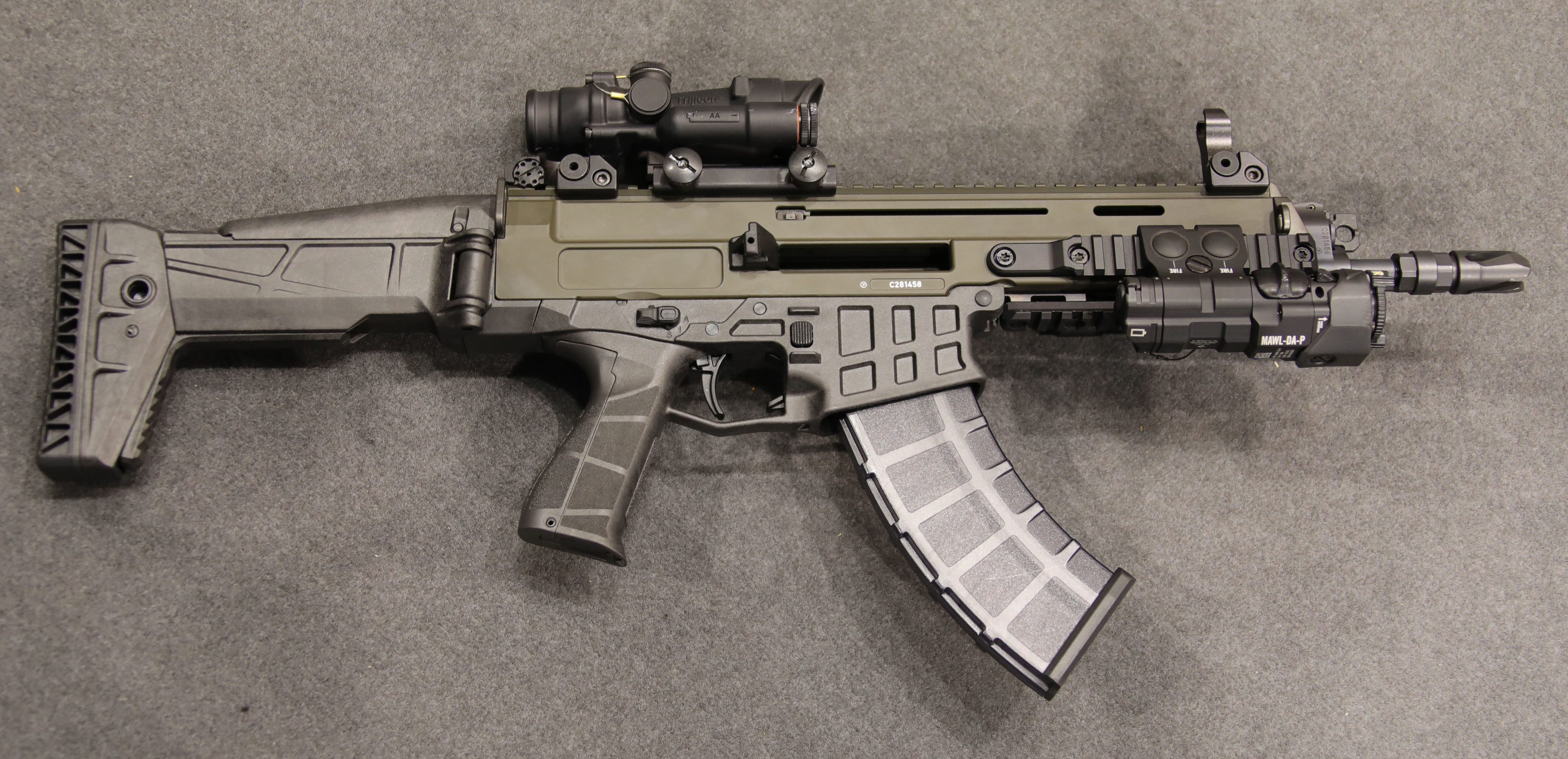
一枝國家憲兵干預組採用的7.62×39mm口徑CZ布倫2型

CZ布倫2型是一種輕巧和緊湊的步槍，使用戶能夠快速且舒適的操作。用來製作該槍的材料為不可燃品，它不僅增加了耐火性，而且還耐衝擊和機械損傷。
該武器的活塞機構具有三段調節功能，並能夠在任何環境下都有著高度可靠性和耐久度，而且還具備高精度。
快慢機與槍上的操作部件都能夠以雙手操作，並有著保險、半自動和全自動模式，而CZ 805原本具備的兩發點放模式則被取消了。
整槍能夠在不需任何工具下就能完成基本分解和重新組裝。

## 衍生型
- CZ 805布倫A1：5.56×45mm NATO步槍子彈的突擊步槍型，採360毫米（14.2英寸）槍管。
- CZ 805布倫A2：5.56×45mm NATO步槍子彈的卡賓槍型，採277毫米（10.9英寸）槍管。
- CZ布倫2型：現代化的布倫A1[8]。具有多種不同長度的槍管可供選擇，包括：207毫米（8英寸）、280毫米（11英寸）與357毫米（14英寸）[8]，後來針對民間市場而推出了半自動變體CZ布倫2Ms型。
- CZ 807布倫（英语：CZ 807）：7.62×39mm蘇聯彈的布倫2型，採280毫米（11英寸）與30發半透明彈匣[9]。
- CZ布倫3型：5.56×45mm NATO步槍子彈的卡賓槍型，2024年6月17日推出，具有多種不同長度的槍管可供選擇，包括：185毫米（7英寸）、280毫米（11英寸）、367毫米（14.5英寸）與420毫米（16.5英寸），採30發半透明彈匣。另有採用.300溫徹斯特麥格農步槍子彈的BLACKOUT 7與BLACKOUT 9，前者槍管長度為180毫米（7英寸），後者則為229毫米（9英寸）。全槍採用模組化設計，可依任務需求選擇多種護木與槍托進行改裝[10]。

## 外銷

### 乌克兰
2024年2月23日，乌克兰国防工业公司宣布与 Colt CZ Group SE的子公司 Česká zbrojovka as合作，签署了许可证转让意向协议。该协议将使乌克兰公司能够在乌克兰组装北约标准步枪，特别是 CZ BREN 2型。

## 使用國

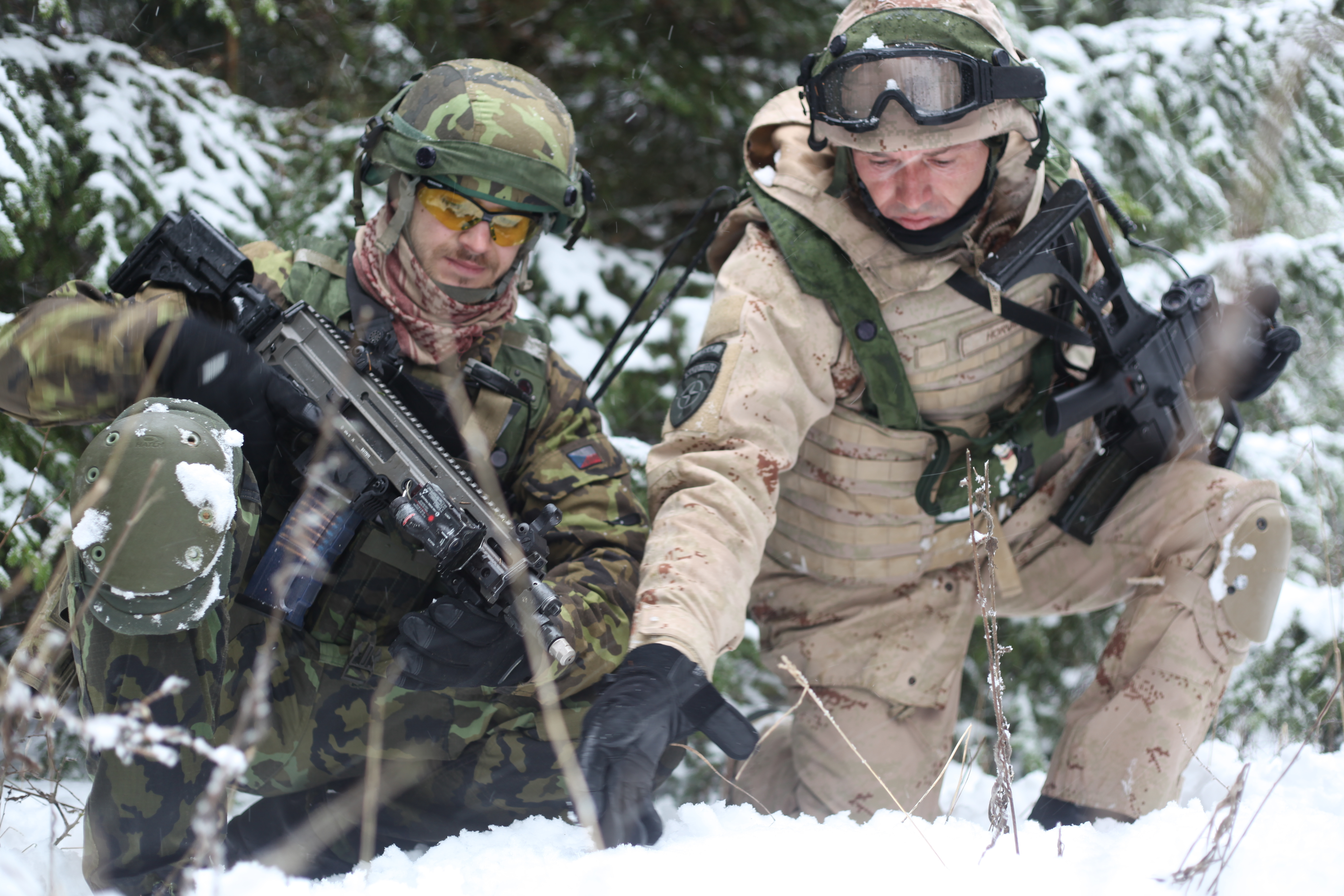
正在進行訓練的捷克士兵與克羅埃西亞士兵

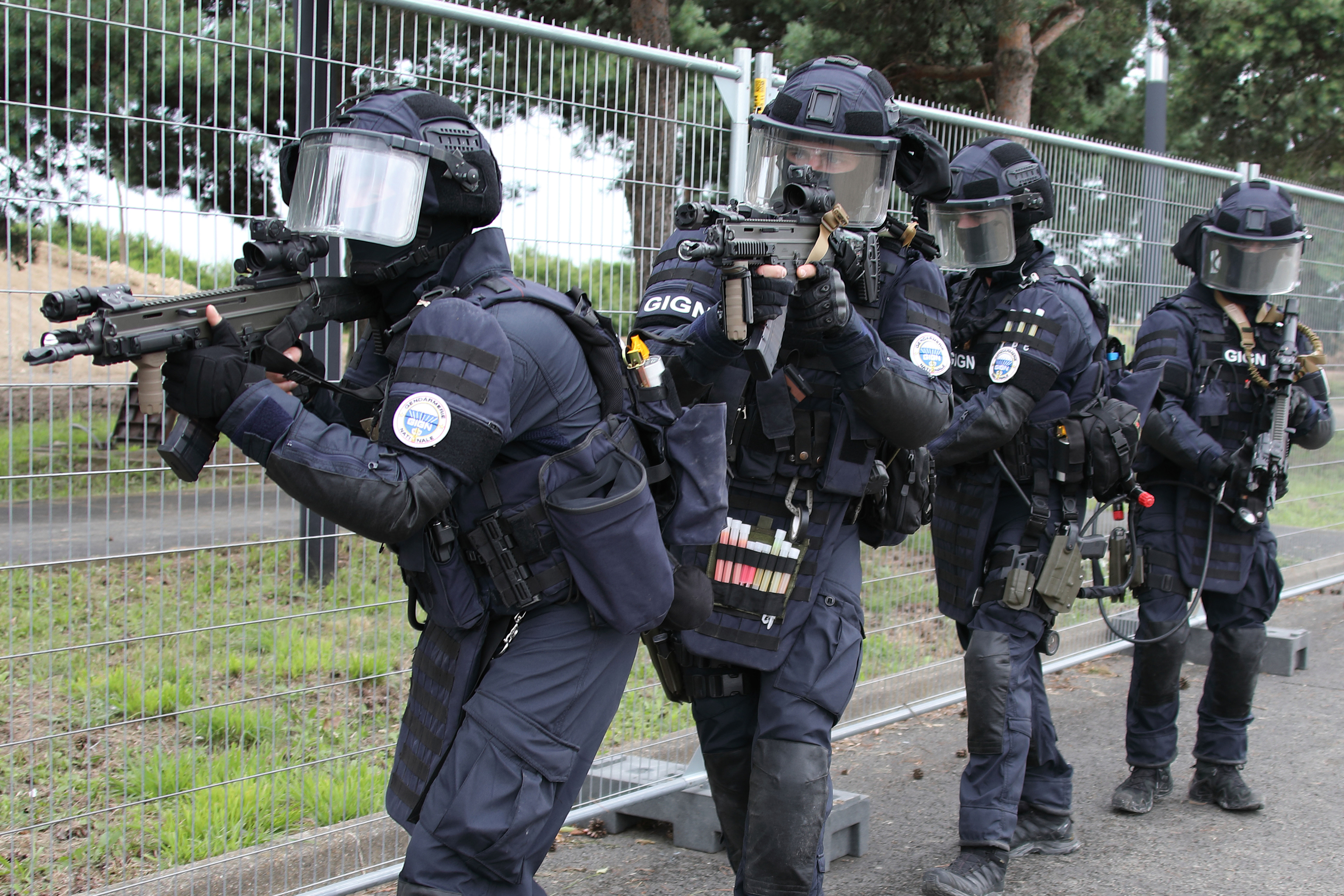
使用CZ布倫2型的國家憲兵干預組幹員們

- 柬埔寨
- 捷克
  - 捷克共和國軍（取代vz.58突擊步槍）
  - 執法單位（取代vz.58突擊步槍）
- 埃及：購入了數量不明的CZ 805布倫A1。[12]
- 法國
  - 國家憲兵干預組：採用7.62×39mm口徑版本的CZ布倫2型，目前至少訂購了68枝[13]。
- 匈牙利：將在當地授權生產CZ 806 Bren II。
  - 匈牙利國防軍
- 印度尼西亞
  - 印尼陸軍
  - 印尼海軍蛙人部隊司令部（英语：Kopaska）[14]
- 墨西哥
  - 墨西哥聯邦警察（英语：Federal Police (Mexico)）（2014年起採用）[15]。
- 摩尔多瓦
  - 內務部特種部隊（於2013年起採用）
- 蒙古国
  - 特警單位
- 葡萄牙：採用CZ布倫2型。
  - 葡萄牙空軍
- 中華民國：國防部軍備局生產製造中心第205廠少量引進CZ 805布倫A1進行研究，後製造出XT-97突擊步槍與XT-105突擊步槍，但未被採購[16]。
- 卢旺达：採用CZ布倫2型。
  - 盧旺達國防軍
- 斯洛伐克
  - 斯洛伐克陸軍（英语：Ground Forces of the Slovak Republic）：一共688枝，於2014年開始引進[17]。
- 南非：採用CZ布倫2型。
  - 南非國防軍特種部隊（英语：South African Special Forces）
- 泰國
- 乌克兰
  - 烏克蘭武裝部隊（俄羅斯入侵烏克蘭期間由捷克捐贈CZ布倫2型）
- 越南[18]

## 流行文化

### 電影
- 2015年—《赤道》：型號為CZ805，由赤盜組織使用。
- 2016年—《寒戰II》：由前香港警察組成的犯罪集團成員所使用。
- 2018年—《红海行动》：由中国人民解放軍海军“蛟龙突击队”爆破手兼副队长徐宏（杜江饰）所使用。

### 電子遊戲
- 2007年—《战地之王》：型号为CZ 805 BREN A1，可以金币购买，也可以蓝票购买，後來亦推出CZ BREN 2 Ms，而遊戲內名稱為CZ Bren 2 Ms Carbin，為E幣槍，但奇怪的可以全自動射擊。
- 2009年—《2》：在2012年推出的另一个DLC（扩展包）《捷克共和国》里的捷克军队主力步枪也是CZ 805。
- 2012年—：在2013年推出的DLC（扩展包）《乌鸦突袭》里有一把CZ 805。被命名为「S805」。
- 2013年—：命名為「SA-805」，黑色槍身，以30發彈匣供彈，（多人模式時可使用改裝：延長彈匣增至45發），初始攜彈量為60發（多人模式），最高攜彈量為108發（多人模式），預設瞻孔。
- 2013年—：被包括在2016年的一個DLC（擴展包）《The Biker Heist 》，命名為CR 805B、型號為CZ 805 BREN A1及CZ 805 BREN A2，但是奇怪地被遊戲歸類為衝鋒槍。以$58,000解鎖，初期下方裝有STANAG彈匣，並附上MAGPUL MVG®輔助握把槍管可以改短，成為卡賓槍。此槍除了可以安裝遊戲預設的消音器、瞄准镜、5.56系彈匣、戰術燈、激光指示器之外，更可以雙持操作（Akimbo CR 805B）以$81,200解鎖
- 2013年—《4》：型號為CZ S805A原型槍，命名為「CZ-805」，載彈量30+1發，單機模式中能夠由主角丹尼爾·雷克（Daniel Recker）所使用。聯機模式中為突擊兵的可解鎖武器。
- 2017年—：型號為805 BREN A2。
- 2023年—《決勝時刻：現代戰爭III 2023》：型號為CZ 805 A2、CZ布倫2型BR（7.62×51mm NATO口徑）及CZ布倫2型DMR（7.62×51mm NATO口徑），分別命名為“MTZ-556”、“MTZ-762”及“MTZ Interceptor”。

## 另見
- FN SCAR突擊步槍
- HK G36突擊步槍
- T112戰鬥步槍
- vz. 58突擊步槍

## 外部連結
- 現代軍火 - CZ-805 BREN
- Ceska Zbrojovka - CZ-805 BREN A2
- 槍炮世界 - CZ-805 Bren（页面存档备份，存于）